# Louis Mérante
Louis Alexandre Mérante (23 de julio de 1828–17 de julio de 1887) fue un bailarín y coreógrafo francés, primer maestro de ballet (maître de ballet) en la Ópera Garnier de París, y es recordado como el coreógrafo de Sylvia, ou la nymphe de Diane (1876) de Léo Delibes. Junto a Arthur Saint-Léon y Jules Perrot, es uno de los tres coreógrafos que definieron la tradición del ballet francés en el periodo del Segundo Imperio Francés y la Tercera República Francesa, de acuerdo con Pierre Lacotte, un coreógrafo educado en la misma tradición .

## Biografía
Nacido en París, Mérante fue pupilo de Lucien Petipa, con el cual figuró en el selecto jurado de seis miembros de la Primera Competición Anual para el corps de ballet, sostenida el 13 de abril de 1860. Entre el jurado estaban el director del nuevo Conservatorie de danse, así como la maestra bailarina Marie Taglioni, su espíritu guía. 
Después de Sylvia, Mérante coreografió Le Fandango, un ballet-pantomima que estrenó el 26 de noviembre de 1877 y tuvo como libretistas para la acción planeada al equipo conformado por Henri Meilhac y Ludovic Halévy, que proporcionaba libretos al compositor Jacques Offenbach y recientemente había entregado un libreto con un tema similar español a George Bizet - la famosa ópera Carmen.
Fue llamado a San Petersburgo para adaptar la coreografía de otro ballet bien conocido de Delibes, Coppélia, para el Teatro Mariinski .
Su ballet, Les Deux Pigeons, basado en una fábula de La Fontaine, con música de André Messager ha sido recuperado con una nueva coreografía, como una obra de exhibición para los bailarines más jóvenes del Ballet de la Ópera de París. Pero sus otros ballets, con libretos imitados cuyos autores normalmente compartieron créditos con Mérante, son quizás una parte irrecuperablemente perdida de la historia del ballet: La Korrigane, "ballet fantastique" de François Coppée, coreografiado por Mérante; Les Jumeaux de Bergame, "ballet-arlequinade" de Charles Nuitter y Mérante, con música de Th. de Lajarte, y otros, producidos temporada tras temporada para la Ópera Garnier.
Murió en Courbevoie.
Edgar Degas pintó a Mérante, en un traje blanco inmaculado, con el bastón de mando tradicional para marcar el tiempo en los entarimados, en su cuadro de 1872 Le foyer de danse. La pintura marcó el inicio de la larga atracción que Dégas sintió por el ballet, pero aunque ya había realizado bosquejos de bailarines solos, y del cuarto de práctica en las viejas premisas de la Compañía en el rue de Le Pelletier, con su gran espejo arqueado, no le fue permitido estar presente en un ensayo.